# استیو جونز (بازیکن فوتبال، زاده ۱۹۷۶)
استیو جونز (انگلیسی: Steve Jones؛ زادهٔ ۲۵ اکتبر ۱۹۷۶) بازیکن فوتبال در پست مهاجم اهل ایرلند شمالی است.

## باشگاهی
از باشگاه‌هایی که در آن بازی کرده‌است می‌توان به باشگاه فوتبال برادفورد سیتی، باشگاه فوتبال برنلی، باشگاه فوتبال درویلزدن، باشگاه فوتبال مادرول، باشگاه فوتبال کرو آلکساندرا، باشگاه فوتبال بلکپول، باشگاه فوتبال روچدیل، باشگاه فوتبال چدرتون، باشگاه فوتبال چورلی، باشگاه فوتبال هادرزفیلد تاون، باشگاه فوتبال بری، باشگاه فوتبال اسلایگو راورز، باشگاه فوتبال تلفورد یونایتد، باشگاه فوتبال والسال، باشگاه فوتبال کرو آلکساندرا و باشگاه فوتبال نانت‌ویچ اشاره کرد.

## تیم ملی
وی همچنین در تیم ملی فوتبال ایرلند شمالی بازی کرده‌است.